# Salonwagen König Ludwigs II. von Bayern
Der Salonwagen König Ludwigs II. von Bayern ist ein Salonwagen aus dem Hofzug König Ludwigs II. von Bayern. Er gehört heute zum Bestand des Verkehrsmuseums Nürnberg.

## Vorgeschichte
König Maximilian II. ließ ab 1858 seinen zweiten Hofzug bauen. Zu diesem gehörte auch ein Salonwagen für die persönliche Nutzung durch den König, den Klett & Comp. aus Nürnberg fertigte. Der Rahmen des Fahrzeugs besteht aus Eisen, der Aufbau im Wesentlichen aus Holz.
König Ludwig II. übernahm diesen Wagen aus dem Bestand seines Vaters und ließ ihn massiv umgestalten.

## Geschichte

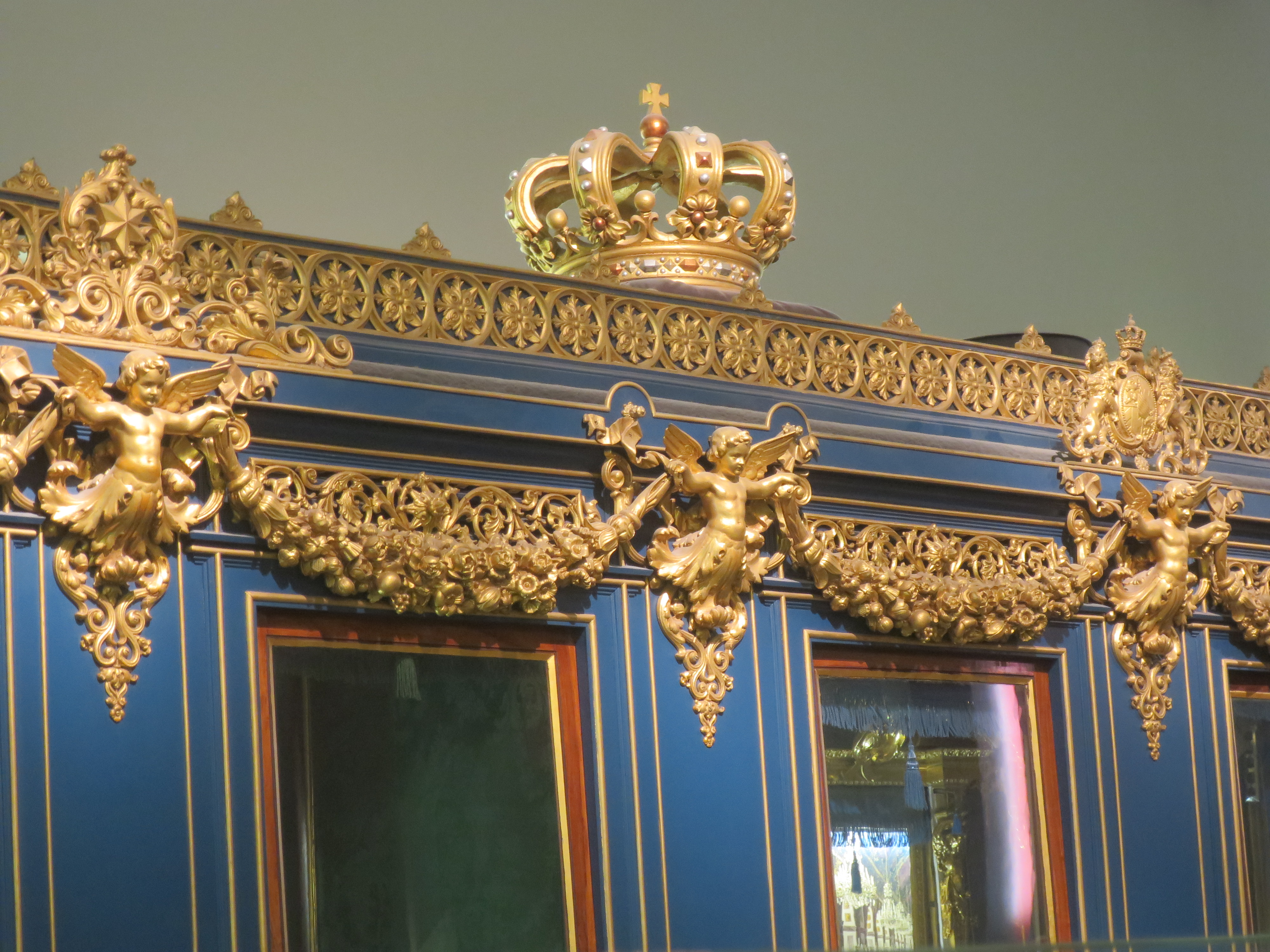
Die Königskrone

### Herstellung
Der Umbau des Salonwagens war eine der ersten „Bautätigkeiten“, deren sich der König in seiner Regierungszeit so gerne annahm. Zunächst ließ Ludwig II. auf dem Dach des Wagens 1868 die etwa 50 Zentimeter hohe Krone anbringen, eine exakte Kopie der Bayerischen Königskrone. Dies und der folgende Umbau des Wagens waren (auch) eine politische Demonstration: Nach dem verlorenen Krieg von 1866 und der drohenden, allerdings erst 1871 vollzogenen Mediatisierung des Königreichs Bayern in einem Deutschen Reich, bäumte sich Ludwig II. hier gegen den fortschreitenden Machtverlust seines Königtums auf.
Ebenfalls 1868 erteilte er den Auftrag, Gestaltung und Ausstattung des Wagens komplett im Stil Louis-quatorze zu überarbeiten. Der absolutistische König Ludwig XIV. von Frankreich, Erbauer des Schlosses von Versailles, nach dem dieser Stil benannt ist, war das große Vorbild für Ludwig II. von Bayern. Ein erster Entwurf wurde von dem Architekten Friedrich Bürklein gefertigt. Dieser erste Entwurf war dem König aber nicht „Louis-quatorze“ genug. Er verlangte eine Überarbeitung, die durch den technischen Direktor des Münchener Hoftheaters, Franz von Seitz, erfolgte, der auch an anderen Bauprojekten des Königs zu dieser Zeit beteiligt war, unter anderem an der Gestaltung der Wohnräume des Königs in der Münchner Residenz und Schloss Linderhof. Die Umbauarbeiten an dem Salonwagen erfolgten 1870. Der Salonwagen wirkt so wie eine Theaterkulisse und wurde zu einem „Versailles auf Rädern“. Die Kosten für den Umbau des Waggons betrugen 19.000 Gulden; davon entfielen allein auf die Vergoldung 7.104 Gulden.
Den damals technisch hochmodernen Wagen in einem historisch mit dem Absolutismus verbundenen Stil zu dekorieren, war ein Widerspruch in sich – und auch eine politische Ansage, die im bürgerlichen Umfeld des 19. Jahrhunderts anachronistisch war. Die Tatsache selbst, dass ein Waggon, den ein monarchisches Staatsoberhaupt nutzte, prächtig dekoriert und ausgestattet war, ist dagegen für die Mitte des 19. Jahrhunderts nicht ungewöhnlich. Durch solche Fahrzeuge wurde auch in dem für alle zugänglichen und damit relativ „demokratischen“ Eisenbahnverkehr die protokollarische Distanz zum Staatsoberhaupt gewahrt.

### Nutzung durch Ludwig II.
Ludwig II. hat den Wagen nur selten benutzt. Bei der im Anschluss an den verlorenen Krieg vom 10. November bis 10. Dezember 1866 zur Stärkung der Loyalität der Franken durchgeführten, einzigen Bereisung des Königreichs durch Ludwig II. war der Salonwagen Bestandteil des Hofzuges, der für die Reise eingesetzt wurde, allerdings noch in dem schlichteren Zustand, wie Ludwig II. ihn von seinem Vater übernommen hatte. Für die Zeit nach dem Umbau 1870 gibt es nur wenige Belege für seinen Einsatz.
Am 4. November 1870 machte der König eine Probefahrt mit dem nun umgebauten Salonwagen. Am 10. August 1871 trafen Ludwig II. und der „neue“ Kaiser Wilhelm I. in Schwandorf zusammen. Der Kaiser befand sich auf einer Reise nach Bad Gastein. Er stieg in Schwandorf in den dort wartenden Hofzug Ludwigs II. ein, und beide Monarchen fuhren gemeinsam bis Regensburg. Einem Zeitzeugen fiel auf, dass der Kaiser mit einem „bräunlich geschwärzten, einfachen Zug“ in Schwandorf einfuhr und in den „noblen Königszug“ des Bayernkönigs umstieg.
Ludwig II. zog sich zunehmend aus der Öffentlichkeit zurück und nutzte das auffällige Fahrzeug kaum, das ihn schon optisch so in die Öffentlichkeit rückte, vor der er Angst hatte. Mangels Unterlagen über den Einsatz des Fahrzeugs bleibt also offen, ob und wie oft der König in seinem Salonwagen unterwegs war. Für seine wenigen Reisen bevorzugte er mit fortschreitender Regierungszeit immer häufiger einen aus Personenwagen des öffentlichen Verkehrs zusammengestellten Sonderzug, nicht die schon in ihrer äußeren Gestaltung sehr auffälligen Wagen des Hofzuges, um „inkognito“ zu reisen.

### Nutzung nach dem Tod Ludwigs II.
Auch über die Verwendung des Fahrzeugs nach dem Tod König Ludwigs II. 1886 gibt es nur wenige Quellen. Sicher ist sein Einsatz im Hofzug für den auf Europabesuch weilenden Schah von Persien. Der Wagen wurde allerdings 1891–1893 von der MAN in Nürnberg (ehemals Klett & Comp.) technisch erneut modernisiert – unter anderem wurden jetzt die 4 Einzelachsen gegen zwei Drehgestelle getauscht, was in etwa der heute vorhandenen Form entspricht. Der Wagen wurde noch 1913 im Wagenbestand der Königlich Bayerischen Staatseisenbahnen geführt, aber vermutlich nicht mehr oder nur in Ausnahmefällen genutzt.
Der Wagen wurde nach dem Ende der bayerischen Monarchie 1918 auf Anordnung des Bayerischen Staatsministeriums für Verkehrsangelegenheiten durch die Königlich Bayerischen Staatseisenbahnen an das Verkehrsmuseum Nürnberg abgegeben, das damals ebenfalls diesem Ministerium unterstand. Seit Bezug des Lessingbaus 1925 durch das Verkehrsmuseum ist der Wagen öffentlich ausgestellt. Im Zweiten Weltkrieg wurde das Fahrzeug bei Luftangriffen, die auch das Museum trafen, nur unwesentlich beschädigt, allerdings unmittelbar nach dem Krieg durch Plünderungen ganz erheblich. Die dabei ausgebauten Teile wurden 1953 ergänzt, was denkmalpflegerisch gelang, weil die originalen Bau- und Ausstattungspläne erhalten waren. Mit dieser Restaurierung gingen allerdings auch die meisten Gebrauchsspuren verloren, so dass das Fahrzeug heute eher „fabrikneu“ wirkt.

## Beschreibung

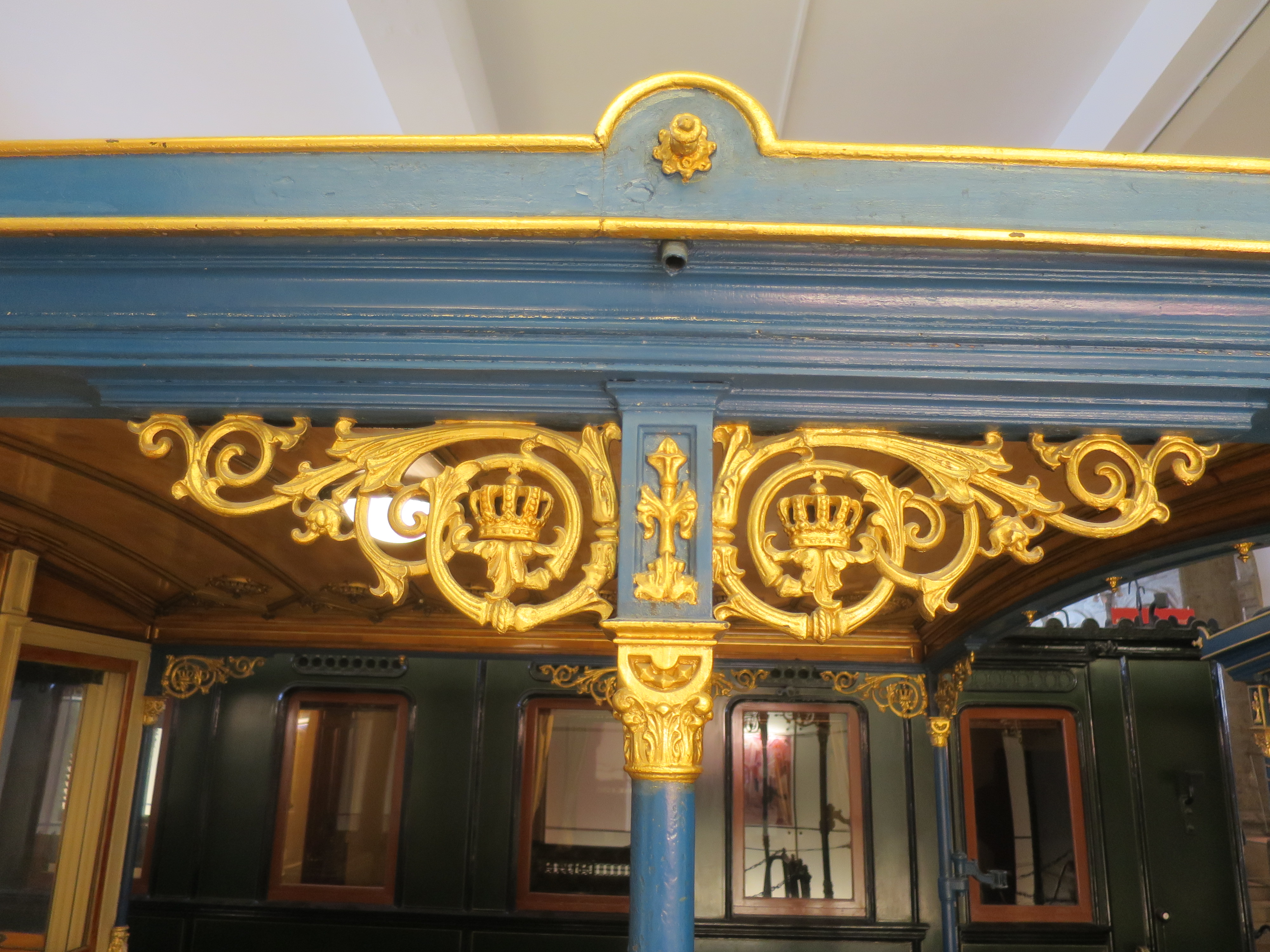
Detail

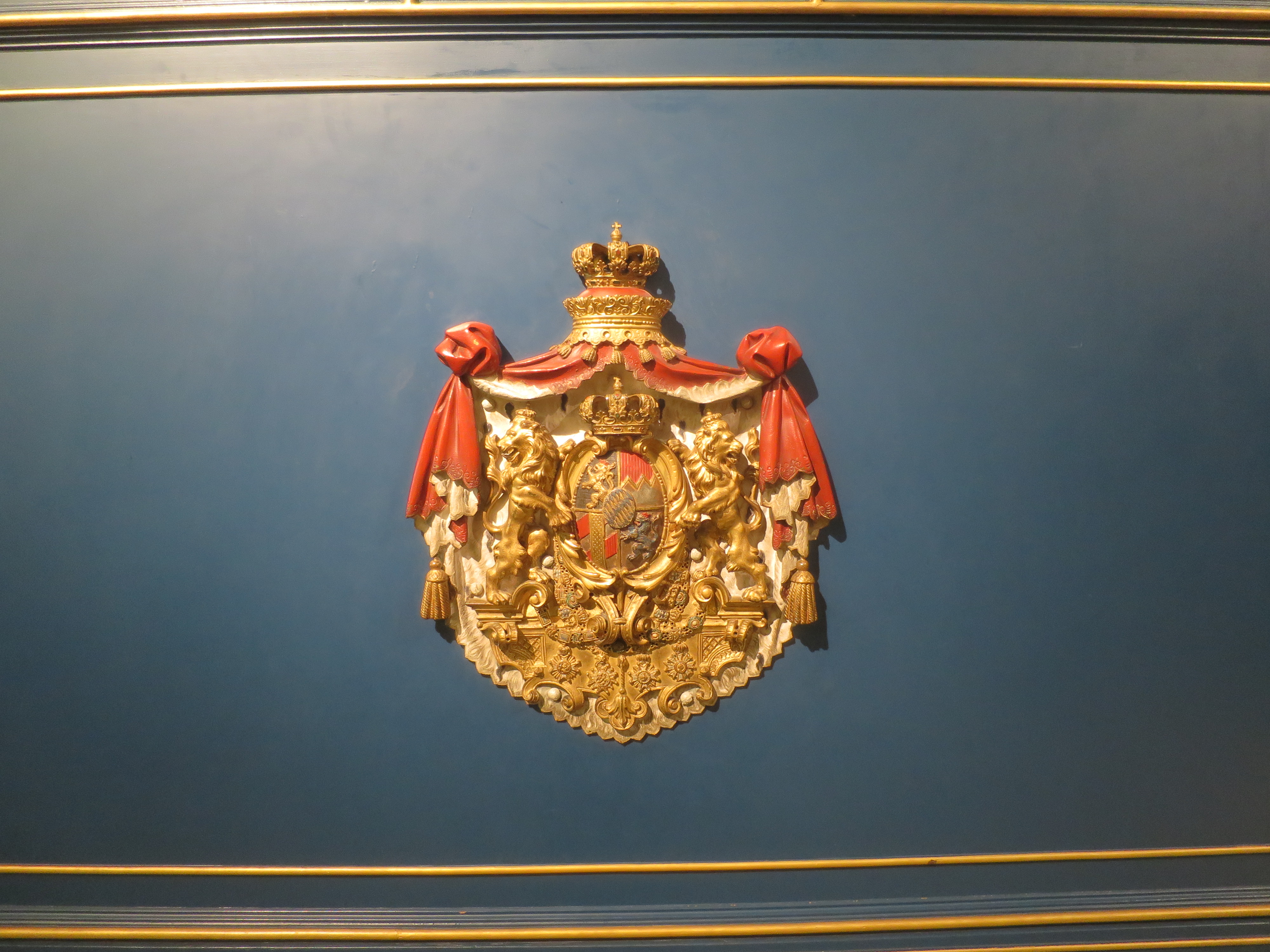
Königswappen

### Außen
Die Grundfarbe des Salonwagens ist Königsblau. Darauf aufgesetzt sind plastische, vergoldete Dekorationen aus Holz und Bronze, Leisten, Girlanden, Figurenschmuck und heraldische Elemente. Auf dem Dach befindet sich die etwa 50 Zentimeter hohe Königskrone. Typisch für den gewählten Stil Louis XIV. sind die üppigen Blumengirlanden über den Fenstern und die Putten. Stilisierte Lilien, die Wappenpflanze des französischen Königshauses, verweisen auf Ludwig XIV. Unter den Fenstern, in der Wagenmitte wurde das Königswappen angebracht, in den Feldern rechts und links davon das Monogramm des Königs in einem Kranz aus Eichen- und Lorbeerblättern.

### Innen

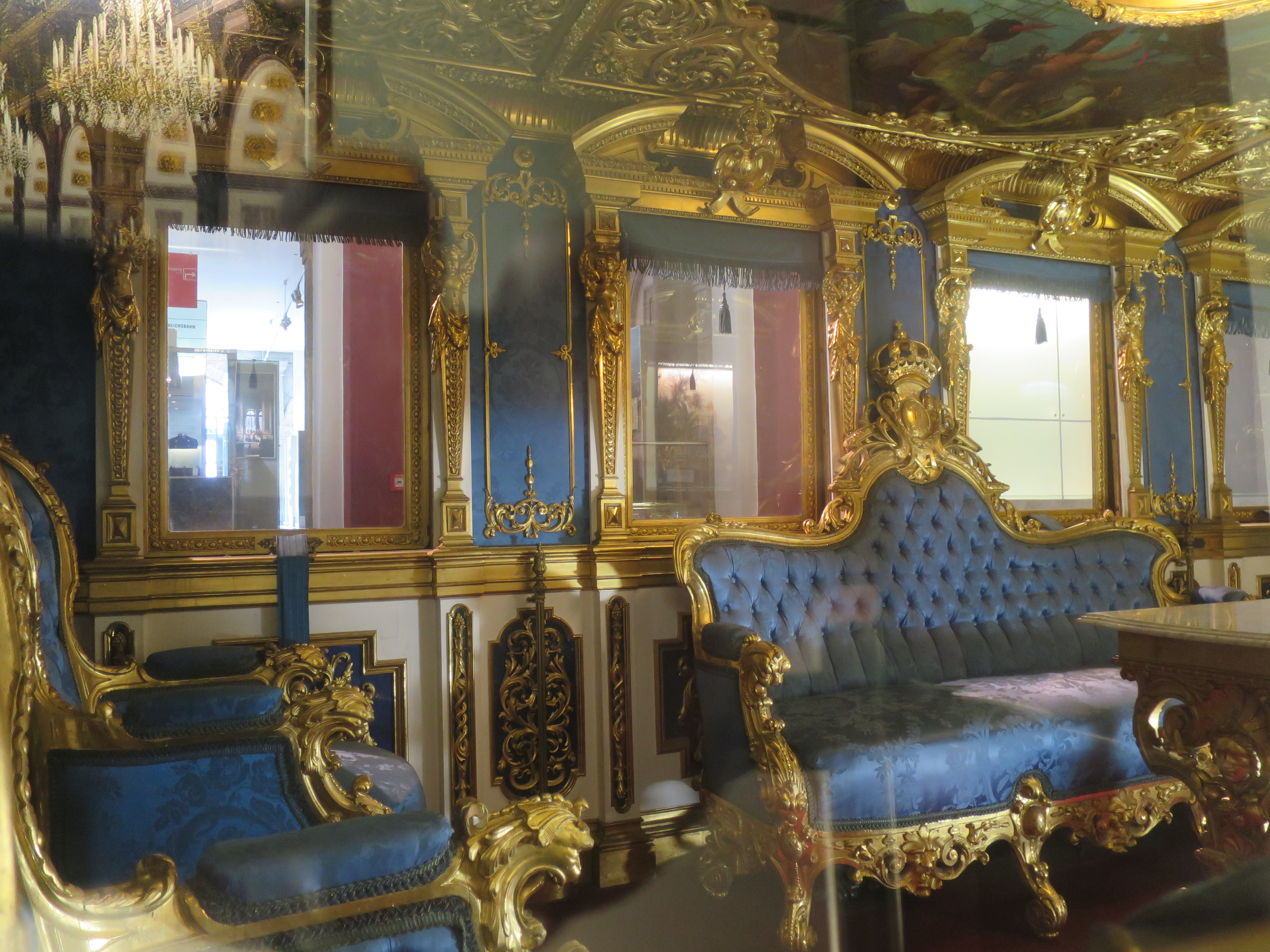
Hauptsalon

Die Raumaufteilung ist typisch für einen Salonwagen dieser Zeit: An beiden Enden befinden sich offene Einstiegsplattformen, von denen mittig angeordnete Flügeltüren ins Wageninnere führen. Die Türen zwischen den Räumen im Innern sind dann einflügelig und liegen alle in der Mittelachse des Fahrzeugs. Die Raumfolge:
- ein kleines, zweisitziges Abteil für Begleitung oder Dienerschaft, zwei kleine Fensterachsen
- der Hauptsalon, der etwa die Hälfte des Wageninneren beansprucht, vier Fensterachsen
- das Schlafabteil mit zwei Liegen, je eine links und eine rechts des Ganges, zwei Fensterachsen
- zwei kleine, einem Mittelgang gegenüberliegende Abteile mit der Toilette und einem Waschraum für den König, zwei kleine Fensterachsen

Die Dekoration des Inneren ist im gleichen Stil, aber noch prächtiger gehalten als das Äußere. Auch hier dominieren vergoldete Putten und Girlanden. Die Decke ist mit Gemälden versehen, von denen allerdings nur das zentrale noch ein Original ist. Die kleinen Bilder wurden in der Nachkriegszeit gestohlen und 1953 durch Kopien ersetzt. Die Originale fertigte der Theatermaler Rudolf von Seitz, Sohn des oben genannten Franz von Seitz. Dargestellt sind allegorische Motive: Im zentralen Gemälde des großen Salons verkörpern vier Figurengruppen, die Kinder zeigen, die vier zur Zeit von Ludwig XIV. bekannten Kontinente. Im Zentrum des Gemäldes befindet sich die Deckenbeleuchtung, die zugleich die Sonne symbolisiert. Umgeben wird das zentrale Gemälde von vier kleineren Gemälden, in denen Puttenpärchen jeweils eine der vier Jahreszeiten darstellen. Im Schlafkabinett sind Tag und Nacht in je einem Deckengemälde dargestellt.
Der Salonwagen König Ludwigs II. gilt als der am prächtigsten ausgestattete in Deutschland.

### Technik
Die Ausführung mit vier Achsen (bis zum Umbau 1891–1893 waren dieses Einzelachsen) und die Ausstattung mit Toilette und Waschraum war für die damalige Zeit hochmodern, aber in einem Salonwagen durchaus auch nicht unüblich. Soweit bekannt, erhielten fast alle Wagen des Zuges eine damals übliche Spindel-Handbremse, mit welchen der Zug durch auf den Plattformen postierte Bremser auf Lokführersignale (Pfiffe) gebremst wurde.
Der Salonwagen des Königs und der Terrassenwagen (also die beiden heute vorhandenen Wagen) blieben aber ohne Bremse. Das mag daran gelegen haben, dass dem Königs wegen seines Komfortanspruchs die pfeifende und ggf. ruckelnde Bremse nicht zuzumuten war. Es ist allerdings auch möglich, dass der menschenscheue Monarch wohl Wert drauf gelegt hatte, dass sich auf „seinen Wagen“ keine Bremser befanden.
1870 erhielt der Wagen in einer weiteren Modernisierung auch eine Dampfheizung und Petroleumbeleuchtung., Der Wagen läuft seit dem Umbau Anfang der 1890er auf zwei zweiachsigen Drehgestellen, damals wurden auch eine Gasbeleuchtung und Sprengwerke zur Unterstützung des Wagenrahmens eingebaut. Bei dieser Modernisierung hat der Zug auch eine damals hochmoderne durchgehende Druckluftbremse Bauart Westinghouse erhalten, der Salonwagen blieb aber ungebremst und erhielt nur eine Hauptluftleitung. Die heute an beiden vorhandenen Wagen befindliche Luftleitung, bzw. beim Terrassenwagen vorhandene Druckluftbremse und das von außen leicht sichtbare Detail der Luftschläuche entsprechen allerdings nicht dieser Zeit. Diese sind von der Bauart her moderner und dürften eine Zutat aus dem Jahre 1953 sein, als die Wagen nach den Plünderungen direkt nach dem Kriegsende wieder rekonstruiert wurden.